# سيميتلي
سيميتلي (بالفرنسية: Simitli)‏ هي مستوطنة تقع في بلغاريا في .

## المدن التوأمة
مدينة ديلتشيفو هي مدينة توأمة لـسيميتلي.